# Jargalant
Jargalant (mongol: Жаргалант, también Ulaantolgoi) es una ciudad y distrito de la provincia de Orkhon, en el centro norte de Mongolia.
- Área km²: 635,6
- Población: 3.166 (2009)[1]